# Вакулич, Павел Иванович
Павел Иванович Вакулич (18 августа 1890, Белостокский уезд — 13 июля 1937, Москва) — российский и советский военный деятель, начальник штаба Северо-Кавказского военного округа, затем начальник кафедры тактики высших соединений Военной академии Генерального штаба РККА, комдив (1935).

## Биография
Белорус, образование высшее, родился в крестьянской семье.
Член ВКП(б) с мая 1919 года. В 1896 году вместе с семьёй, последовавшей за отцом, сосланным на каторжные работы, переехал в село Александровское Иркутской губернии. Окончил двухклассное училище. С 1903 по 1906 годы учился в военно-фельдшерской школе, откуда был исключён за организацию забастовки. До службы в армии трудился ремонтным рабочим на железной дороге. В 1907 году выдержал экзамен на вольноопределяющегося 2-го разряда и в 1908 году поступил в Иркутское военное училище, которое окончил в 1911.
Начальник 1-х Саратовских пехотных курсов. В 1925 г. окончил Военную Академию РККА. Начальник 1-го отдела, в 1925—1926 заместитель начальника 1-го Управления Штаба РККА, начальник оперативного факультета Военной Академии им. М. В. Фрунзе. В 1935—1936 начальник штаба Северо-Кавказского военного округа. В 1936—1937 начальник кафедры тактики высших соединений Военной Академии Генерального Штаба РККА.
Проживал в Москве: Чистые Пруды, дом 12, корпус А, квартира 28.
Арестован 30 мая 1937. Репрессирован по 1-й категории (смертная казнь) по обвинению в участии в военно-террористическом заговоре. Приговор приведён в исполнение в день вынесения оного ВКВС СССР 13 июля 1937. 11 июня 1956 посмертно реабилитирован.

## Награды
- Орден Святого Георгия 4-й степени (11 декабря 1915).
- Орден Красного Знамени (20 февраля 1928[3])